# Radziechowy

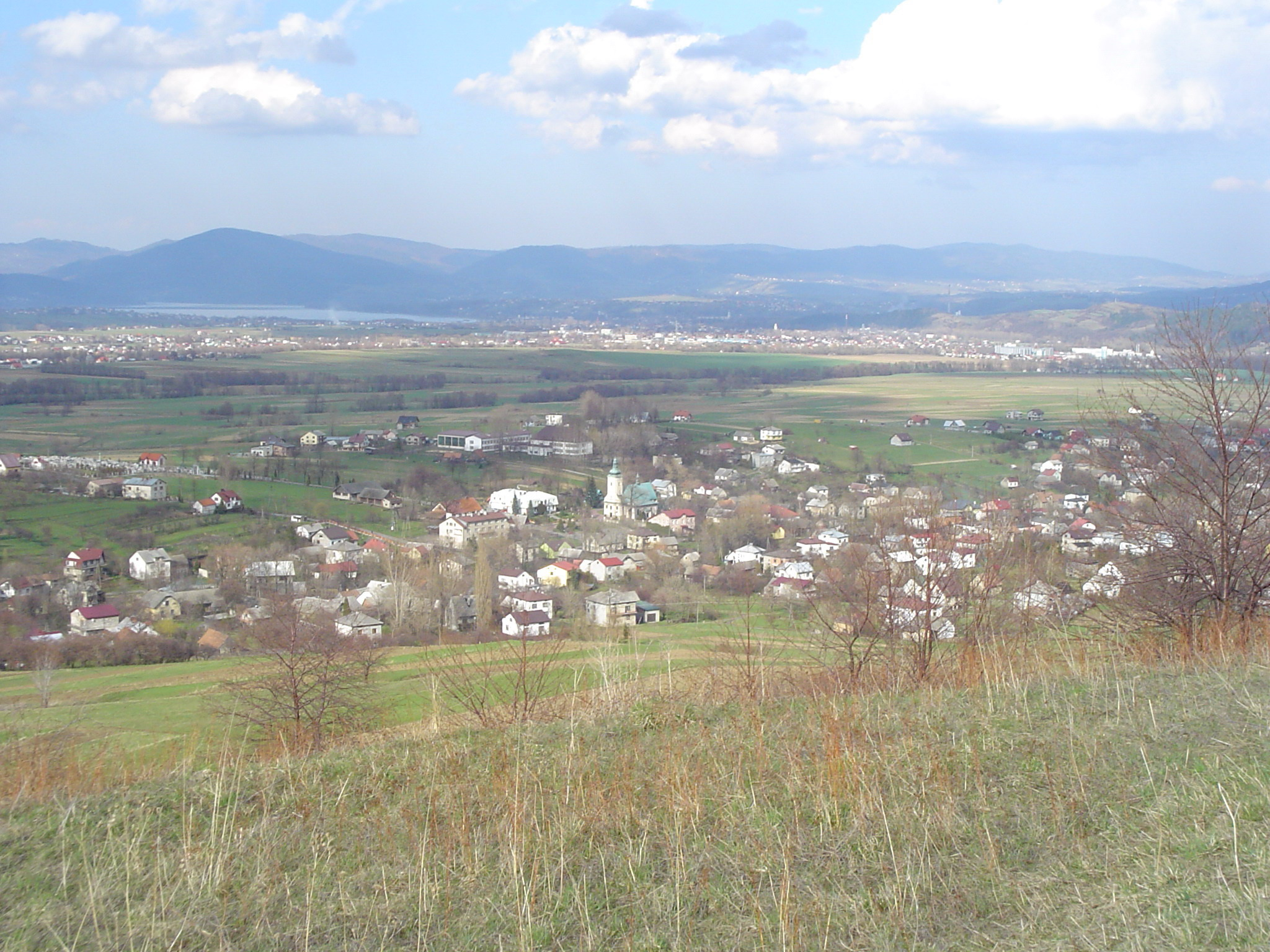
Radziechowy

Radziechowy är en by i Polen i Śląsk vojvodskap i Żywiec powiat. Radziechowys befolkning är cirka 5 000 personer.

## Sevärdheter
- St Martin Church
- Korsvägsandakten på Matyska (Golgota Beskidów)